# Петър Иванов (просветен деец)
Вижте пояснителната страница за други личности с името Петър Иванов.
Петър Иванов е български просветен деец, поет, преводач и публицист.

## Биография
Петър Иванов е роден в Ески Заара през 1847 година. Записва се в Духовната семинария в Белград, но я напуска, за да постъпи във Втората българска легия. Произведен е в чин, но скоро след това е разжалван и изгонен от легията, тъй като е протестирал срещу опитите на един от преподавателите – майор Драгашевич (Драгошевич), да представи в ущърб на българите сръбските етнически граници.
През 1870 година Иванов завършва Духовната семинария в Белград. Завръща се в Ески Заара, където учителства през 1871 и 1873-1875 година. През 1872 година е учител в Сливен, а през 1873 година - в Карнобат. През 70-те години участва активно в работата на читалището в Стара Загора, като организира хор и поставя първите театрални представления в града.
През 1875 година е съден като участник в подготовката на Старозагорското въстание. Забранено му е да учителства в пределите на Османската империя. През 1876 г. заминава за Цариград, където жена му е назначена за учителка. Руско-турската война го заварва в Цариград.
Сътрудничи с дописки, статии, рецензии, стихове на вестниците „Македония“, „Право“, „Шутош“, „Напредък“, „Зорница“, на списанията „Читалище“, „Училище“, „Ден“, а след Освобождението - на списанията „Наука“ (Пловдив), „Искра“ (Шумен), „Български преглед“, „Периодическо списание“, във вестниците „Марица“, „Южна България“, „Илюстрация Светлина“ и други. От 1874 година е дописен член на Българското книжовно дружество, а от 1884 г. – негов действителен член.
След Освобождението заема административни длъжности, занимава се с публицистична дейност, продължава да пише стихове, публикува мемоари.
На 22 март 1898 година става първият български търговски агент в новооснованото българско търговско агентство в македонския град Сяр, Османската империя. Остава в Сяр до май 1900 година.
На 23 октомври 1891 е награден с черногорски орден „Княз Данило I“ III степен, който той връща със специално писмо до черногорския крал Никола I Петрович от 6 декември 1913 година (след края на Междусъюзническата война).